# Campionati europei di atletica leggera indoor 1989 - 200 metri piani maschili
I 200 m maschili si sono tenuti il 18 ed il 19 febbraio 1989.

## Risultati

### Batterie
First 3 from each heat (Q) and the next 3 fastest (q) qualified for the semifinals.
| Rank | Heat | Name                | Nationality      | Time  | Notes |
| ---- | ---- | ------------------- | ---------------- | ----- | ----- |
| 1    | 3    | Andreas Berger      | Austria          | 20.92 | Q     |
| 2    | 3    | Ade Mafe            | Gran Bretagna    | 21.09 | Q     |
| 3    | 1    | Bruno Marie-Rose    | Francia          | 21.15 | Q     |
| 4    | 2    | Tomasz Jędrusik     | Polonia          | 21.19 | Q     |
| 5    | 1    | John Regis          | Gran Bretagna    | 21.20 | Q     |
| 6    | 1    | René Mangold        | Svizzera         | 21.30 | Q     |
| 7    | 1    | Rob van de Klundert | Paesi Bassi      | 21.35 | q     |
| 8    | 2    | Arnaldo Abrantes    | Portogallo       | 21.49 | Q     |
| 9    | 2    | Luís Cunha          | Portogallo       | 21.50 | Q     |
| 10   | 1    | Andrzej Popa        | Polonia          | 21.51 | q     |
| 11   | 1    | Nikolaj Razgonov    | Unione Sovietica | 21.53 | q     |
| 12   | 2    | Paolo Catalano      | Italia           | 21.54 |       |
| 13   | 3    | Sandro Floris       | Italia           | 21.61 | Q     |
| 14   | 2    | Gilles Quénéhervé   | Francia          | 21.69 |       |
| 15   | 3    | Alain Mazzella      | Francia          | 21.82 |       |
| 16   | 3    | Geir Moen           | Norvegia         | 22.25 |       |

### Semifinali
First 2 from each semifinal (Q) and the nest 2 fastest (q) qualified for the final.
| Pos | Batt | Nome                | Nazione          | Tempo | Note |
| --- | ---- | ------------------- | ---------------- | ----- | ---- |
| 1   | 1    | Sandro Floris       | Italia           | 21.07 | Q    |
| 2   | 1    | John Regis          | Gran Bretagna    | 21.08 | Q    |
| 3   | 2    | Ade Mafe            | Gran Bretagna    | 21.14 | Q    |
| 4   | 1    | Andreas Berger      | Austria          | 21.22 | q    |
| 4   | 2    | Bruno Marie-Rose    | Francia          | 21.22 | Q    |
| 6   | 2    | Andrzej Popa        | Polonia          | 21.26 | q    |
| 7   | 1    | Tomasz Jędrusik     | Polonia          | 21.27 |      |
| 8   | 2    | René Mangold        | Svizzera         | 21.41 |      |
| 9   | 1    | Nikolaj Razgonov    | Unione Sovietica | 21.59 |      |
| 10  | 2    | Rob van de Klundert | Paesi Bassi      | 22.01 |      |
| 11  | 2    | Arnaldo Abrantes    | Portogallo       | 22.10 |      |
| 12  | 1    | Luís Cunha          | Portogallo       | 22.18 |      |

### Finale
| Pos | Nome             | Nazione       | Tempo | Note |
| --- | ---------------- | ------------- | ----- | ---- |
| 1   | Ade Mafe         | Gran Bretagna | 20.92 |      |
| 2   | John Regis       | Gran Bretagna | 21.00 |      |
| 3   | Bruno Marie-Rose | Francia       | 21.14 |      |
| 4   | Andreas Berger   | Austria       | 21.33 |      |
| 5   | Sandro Floris    | Italia        | 21.41 |      |
| 6   | Andrzej Popa     | Polonia       | 21.81 |      |